# Skarstads kyrka
Skarstads kyrka är en kyrkobyggnad som sedan 2018 tillhör Varabygdens församling (2002—2018 Vara församling och tidigare Skarstads församling) i Skara stift. Den ligger i den norra delen av Vara kommun.

## Kyrkobyggnaden
Tidigare låg en romansk sandstenkyrka från slutet av 1500-talet på platsen. Den var i så dåligt skick att västgaveln rasade under en gudstjänst 1855, varefter den revs och ersattes med nuvarande kyrka.
Dagens kyrka i nygotisk stil uppfördes 1859 efter ritningar av Johan Fredrik Åbom. Kyrkan har en stomme av sten och består av långhus med kor i öster och ett något indraget torn i väster. Öster om koret finns en smalare tresidig sakristia. Interiören är stilrent nyklassicistisk och har en monumental altarvägg i form av en triumfbåge som ramar in ett kors med svepning.

## Inventarier
- Dopfunten av kalksten är tillverkad 1662. Det finns även en dopfunt är från senare delen av 1200-talet.
- En tronande madonnaskulptur från 1200-talet utförd i ek. Höjd 67 cm. Förvaras i Göteborgs stadsmuseum.[1]

### Klockor
Storklockan är av en senmedeltida typ och saknar inskrifter.

### Orgel
Orgeln är placerad på läktaren i väster. Såväl verk som den ljudande fasaden är tillverkade 1867 av Johan Nikolaus Söderling. Instrumentet byggdes om 1949 av Nordfors & Co och renoverades och utökades av samma firma 1974. Orgeln har elva stämmor fördelade på manual och pedal.